# Coleophora salicorniae
Coleophora salicorniae — вид лускокрилих комах родини чохликових молей (Coleophoridae).

## Поширення
Вид поширений на більшій частині Європи (включаючи середземноморські острови та Кіпр), в Західній і Центральній Азії, Ірані та на Канарських островах. Присутній у фауні України.

## Опис
Розмах крил 12-14 мм. Крила сірі з окремими чорними лусочками. Вусики білі з чорники кільцями.

## Спосіб життя
Імаго літають в кінці липня та в серпні. Трапляються в аридних районах, на солончаках. Личинки живляться різними видами солонцю. Спершу живуть у стеблах рослини, потім виходять назовні і будують собі чохлик. Зимують личинки у ґрунті.